# آندژی واسیلویچ
آندژی واسیلویچ (انگلیسی: Andrzej Wasilewicz؛ ۱۰ مارس ۱۹۵۱ – ۱۳ دسامبر ۲۰۱۶) بازیگر، آهنگساز، کارگردان فیلم، و تهیه‌کننده فیلم اهل لهستان بود.
از فیلم‌ها یا مجموعه‌های تلویزیونی که وی در آن‌ها نقش داشته است می‌توان به نگرش تنگ‌نظرانه ۱۹۰۱، دوست بدار یا رها کن، آلیس و تدی خرسه اشاره نمود.